# Jaume Vidal Alcover
Jaume Vidal Alcover (Manacor, Baleares, 1923 - Barcelona, 1991) fue un escritor español, autor de una extensa obra poética, narrativa, teatral y ensayística. También hizo traducción.

## Trayectoria
Hijo de notario, nació en Manacor, Mallorca, por ser este el pueblo de destino de su padre. Pronto fue a vivir a Palma de Mallorca y después a Barcelona, donde conoció a María Aurèlia Capmany, que fue su compañera hasta el final de su vida.
En reconocimiento a su obra, en el año 1993 el Ayuntamiento de Manacor puso su nombre a la nueva escuela de enseñanza primaria, ubicada en el barrio de Serralt. Autores, poetas y amigos suyos han guardado su memoria artística, como el poeta Bernat Nadal o el dramaturgo Frederic Roda.

## Obra
Poesía
- 1952: L'hora verda
- 1957: El dolor de cada día.
- 1961: Sonets a Eurídice (Premio Joan Alcover, 1961)
- 1962: Dos viatges per mar.
- 1967: Terra negra (Premio Carles Riba, 1967)

Cuentos
- 1955: Mirall de la veu i el crit.
- 1968: Les quatre llunes (Premio Víctor Català, 1968)

Teatro
- 1958: El miracle de Fàtima.
- 1967: N'Espardenyeta.
- 1968: Manicomi d'estiu, o la felicitat de comprar i vendre.
- 1969: Oratori per un home sobre la terra
- 1969: Una Roma per Cèsar.
- 1970: La fira de la mort.

## Otros premios y galardones
- 1988: Cruz de Sant Jordi
- 1996: Premio Miquel dels Sants Oliver de los Premios 31 de diciembre de la Obra Cultural Balear (a título póstumo)